# DG Flugzeugbau DG-800

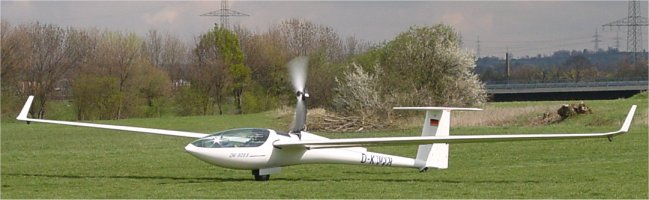
DG-808B 18 mètres, moteur sorti.

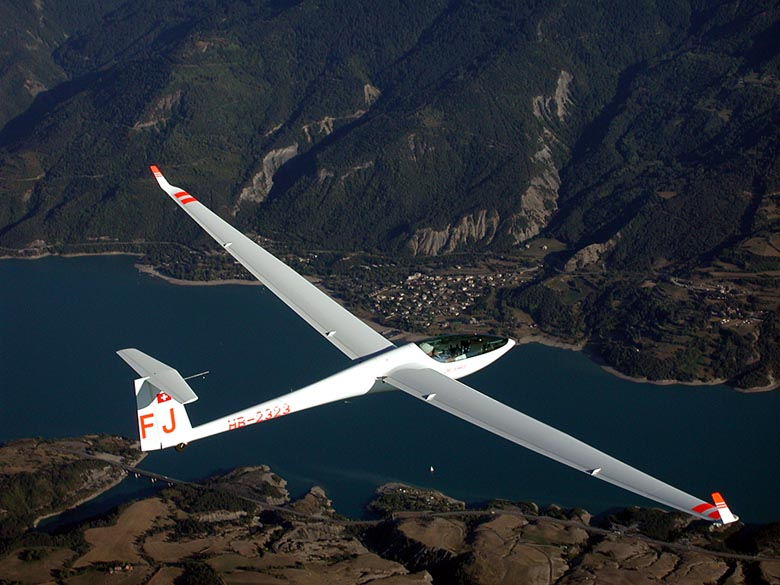
DG-800B en vol au-dessus de la France.

## Présentation
La famille des DG-800 comprend un planeur en classe FAI 15 mètres et 18 mètres et des motoplaneurs. La production commença en 1993 avec la société Glaser-Dirks et se poursuit depuis 1997 sous la société DG Flugzeugbau.
Le DG-800 est le successeur des DG-400 et DG-600.
Le DG-800 a été lancé comme motoplaneur. Dans le même temps il a été équipé de différents moteurs (Rotax, Midwest ou Solo), de rallonges d'ailes 15 ou 18 mètres, avec ou sans winglet, d'évolutions de masse maximale...
Le nouveau modèle, le DG-808C est un motoplaneur équipé d'un moteur Solo et d'une nouvelle unité de contrôle moteur nommée "DEI-NT" (entrée/sortie/gestion du régime).
Il y a aussi des versions non motorisées, le DG-800S et DG-808S, conçus pour la compétition. La version non motorisée a un fuselage plus léger et plus court, elle est construite à partir des moules du DG-600 et admet une plus forte charge alaire.

## Caractéristiques du planeur
|                        | DG-800A 15 m         | DG-808B 18 m           | DG-800S 15 m | DG-808S 18 m | DG-808C 18 m           |          |
| ---------------------- | -------------------- | ---------------------- | ------------ | ------------ | ---------------------- | -------- |
| Dimension              |                      |                        |              |              |                        |          |
| Envergure              | 15 m                 | 18 m                   | 15 m         | 18 m         | 18 m                   |          |
| Longueur               | 7,025 m              | 7,055 m                | 6,86 m       | 6,86 m       | 7,055 m                |          |
| Surface alaire         | 10,68 m2             | 11,81 m2               | 11,81 m2     | 11,81 m2     | 11,81 m2               |          |
| Masse et Charge        |                      |                        |              |              |                        |          |
| Place                  | 1                    | 1                      | 1            | 1            | 1                      |          |
| Masse à vide           | 323 kg               | 340 kg                 | 260 kg       | 272 kg       | 350 kg                 |          |
| Ballast                | 100 kg               | 100 kg                 | 180 kg       | 237 kg       | 150 kg                 |          |
| Ballast de queue       | 0 kg                 | 0 kg                   | 6 kg         | 6 kg         | 6 kg                   |          |
| Masse maximale         | 525 kg               | 525 kg                 | 525 kg       | 600 kg       | 600 kg                 |          |
| Charge alaire minimale | 37,7 kg/m²           | 35,9 kg/m²             | 31,8 kg/m²   | 30,1 kg/m²   | 36,4 kg/m²             |          |
| Charge alaire maximale | 49,2 kg/m²           | 44,5 kg/m²             | 49,2 kg/m²   | 50,8 kg/m²   | 50,8 kg/m²             |          |
| Caractéristique de vol |                      |                        |              |              |                        |          |
| Finesse maximale       | 45                   | 50                     | 45           | 52           | 52                     |          |
| Vitesse maximale       | 270 km/h             | 270 km/h               | 270 km/h     | 270 km/h     | 270 km/h               | 270 km/h |
| Vitesse de décrochage  | 68 km/h              | 68 km/h                | 66 km/h      | 64 km/h      | 68 km/h                |          |
| Taux de chute minimum  | 0,59 m/s             | 0,5 m/s                | 0,55 m/s     | 0,48 m/s     | 0,51 m/s               |          |
| Motorisation           | Rotax 505 avec 38 kW | SOLO 2325-1 avec 40 kW | -            | -            | SOLO 2325-1 avec 40 kW |          |

## Sources
- DG-Flugzeugbau website
- Spécification du DG-808C
- Reports about the DG-808 family
- Certification Easa